# Žuška
Žuška (lat. Blackstonia), biljni rod iz porodice sirištarki raširen po dijelovima Europe, uključujući mediteranske zemlje i sjeverozapadnoj Africi. U Hrvatskoj raste barem jedna vrsta, to je jednožilna žuška  (B. perfoliata)
Trožilna žuška podvrsta je jednožilne žuške ili možda vrste B. acuminata

## Vrste
1. Blackstonia acuminata (W.D.J.Koch & Ziz) Domin
2. Blackstonia grandiflora (Viv.) Maire
3. Blackstonia imperfoliata (L.f.) Samp.
4. Blackstonia perfoliata (L.) Huds.